# Fernando Sánchez Polack
Fernando Sánchez Polack (Valencia, 20 de agosto de 1920-Madrid, 24 de enero de 1982) fue un actor español, hermano del humorista Luis Sánchez Polack Tip.

## Biografía
Hermano del conocido humorista Luis Sánchez Polack ("Tip"). Tras concluir sus estudios primarios comenzó a trabajar en la Agencia de viajes Wagons Lits, hasta que en 1945, gana un concurso radiofónico y accede al mundo de las ondas como actor de seriales, género de moda en el momento.
Desde su debut en el cine, en 1959, hasta su muerte intervino como secundario en más de un centenar de películas; entre ellas decenas de spaghetti western, en muchas ocasiones recreando un estereotipo recurrente de personaje rudo y duro, pero de buen corazón. En 1969 actuó en la película Adiós Cordera, premio nacional del sindicato. 
Pese a su dilatada experiencia cinematográfica y a haber participado con asiduidad en el medio televisivo en espacios como Estudio 1, Novela, Curro Jiménez o Los gozos y las sombras, sería su interpretación del camarero "Frasco" en la serie de Antonio Mercero, Verano Azul (1981) uno de los personajes que más popularidad le proporcionó. 
Moriría precisamente durante la emisión original de esta conocida serie que había sido rodada dos años antes. 
Según relata Pilar Blanco en su libro "Tip: Poeta del ingenio", Fernando (hermano del popular humorista, como se ha dicho) sufrió una caída durante el rodaje de la serie La máscara negra, protagonizada por Sancho Gracia.
Habiendo sido hospitalizado por paraplejia el 1 de diciembre de 1981, en la Residencia Sanitaria Provincial, fallecería de un paro cardíaco, el 24 de enero de 1982, a los 61 años de edad.

## Filmografía
- El día de los enamorados (1959)
- Los tramposos; dirección: Pedro Lazaga, (1959)
- La fiel infantería (1960)
- Los económicamente débiles (1960)
- Trío de damas (1960)
- La venganza de Don Mendo (1962)
- El balcón de la luna; dirección: Luis Saslavsky, (1962)
- Llanto por un bandido; dirección: Carlos Saura, (1964)
- Por un puñado de dólares (1964)
- Los rurales de Texas; dirección: Primo Zeglio, (1964)
- Los dinamiteros (1964)
- Minnesota Clay; dirección: Sergio Corbucci, (1964)
- Búsqueme a esa chica (1964)
- La función; dirección: César Santos Fontela, (1964)
- El niño de Vallecas; dirección: José Luis Egea, (1964)
- El hijo de Jesse James; dirección: Antonio del Amo, (1965)
- El arte de vivir (1965)
- Nueve cartas a Berta (1966)
- Con el viento solano (1966)
- La caza (1966)
- La busca (1966)
- Mestizo (1966)
- Posición avanzada (1966)
- Nuevo en esta plaza; dirección: Pedro Lazaga, (1966)
- Tabú; dirección: Javier Setó, (1966)
- El regreso de los siete magníficos; dirección: Burt Kennedy, (1966)
- El precio de un hombre; dirección: Eugenio Martín, (1966)
- El halcón y la presa; dirección: Sergio Sollima, (1967)
- El padre Manolo; dirección: Ramón Torrado, (1967)
- Balada de un pistolero; dirección: Alfio Caltabiano, (1967)
- El amor brujo (1967)
- Crónica de nueve meses; dirección: Mariano Ozores, (1967)
- De cuerpo presente; dirección: Antonio Eceiza, (1967)
- Novios 68; dirección: Pedro Lazaga, (1967)
- Club de solteros; dirección: Pedro Mario Herrero, (1967)
- Peppermint frappé; dirección: Carlos Saura, (1967)
- Cabezas quemadas; dirección: Willy Rozier, (1967)
- Pagó cara su muerte; dirección: León Klimovsky, (1968)
- Los flamencos; dirección: Jesús Yagüe, (1968)
- Los subdesarrollados (1968)
- Stress-Es Tres-Tres; dirección: Carlos Saura, (1968)
- La dinamita está servida (1968)
- Long-Play; dirección: Javier Setó, (1968)
- El paseíllo; dirección: Ana Mariscal, (1968)
- Tiempos de Chicago; dirección: Julio Diamante, (1969)
- Adiós Cordera; dirección: Pedro Mario Herrero, (1969)
- Sangre en el ruedo; dirección: Rafael Gil, (1969)
- Viaje al vacío; dirección: Javier Setó, (1969)
- Los desafíos; dirección: José Luis Egea-Víctor Erice-Claudio Guerín
- El ángel; dirección: Vicente Escrivá, (1969)
- Los desesperados; dirección: Julio Buchs, (1969)
- Los escondites; dirección: Jesús Yagüe, (1969)
- Homicidios en Chicago; dirección: José María Zabalza, (1969)
- El niño y el potro (Más allá de río Miño); dirección: Ramón Torrado, (1969)
- El cordero; dirección: Santos Alcocer, (1969)
- 20.000 dólares por un cadáver (1969)
- El demonio de los celos; dirección: Ettore Scola, (1970)
- Trasplante a la italiana; dirección: Steno, (1970)
- El bosque del lobo (1970)
- Ley de raza; dirección: José Luis Gonzalvo, (1970)
- La cólera del viento (1970)
- Palabra de rey (Cortometraje); dirección: Arturo Ruiz Castillo-Joaquín Vera, (1970)
- Capitán Apache; dirección: Alexander Singer, (1971)
- Las melancólicas; dirección: Rafael Moreno Alba, (1971)
- La casa de las palomas; dirección: Claudio Guerín, (1972)
- La garbanza negra, que en paz descanse; dirección: Luis María Delgado, (1972)
- La semana del asesino; dirección: Eloy de la Iglesia, (1972)
- El desafío de Pancho Villa; dirección: Eugenio Martín, (1972)
- La guerrilla; dirección: Rafael Gil, (1973)
- La leyenda del alcalde de Zalamea; dirección: Mario Camus, (1973)
- La rebelión de las muertas; dirección: León Klimovsky, (1973)
- Una gota de sangre para morir amando; dirección: Eloy de la Iglesia, (1973)
- La banda de Jaider; dirección: Volker Vogeler, (1973)
- El retorno de Walpurgis; dirección: Carlos Aured, (1973)
- Los sobrinos del capitán Grant; dirección: José Antonio Páramo, (1973)
- El mejor alcalde, el rey; dirección: Rafael Gil, (1974)
- Cuando los niños vienen de Marsella; dirección: José Luis Sáenz de Heredia, (1974)
- La venganza de la momia; dirección: Carlos Aured, (1975)
- La casa grande; dirección: Francisco Rodríguez Fernández, (1975)
- Pim, pam, pum... ¡fuego!; dirección: Pedro Olea, (1975)
- El poder del deseo (1975)
- Solo ante el Streaking; dirección: José Luis Sáenz de Heredia, (1975)
- Manuela; dirección: Gonzalo García Pelayo, (1976)
- La lozana andaluza; dirección: Vicente Escrivá, (1976)
- Secuestro; dirección: León Klimovsky, (1976)
- Más fina que las gallinas; dirección: Jesús Yagüe, (1977)
- El puente; dirección: Juan Antonio Bardem, (1977)
- ¡Bruja, más que bruja!; dirección: Fernando Fernán Gómez, (1977)
- Los días del pasado; dirección: Mario Camus, (1977)
- Me siento extraña; dirección: Enrique Martí Maqueda, (1977)
- Un hombre llamado Flor de Otoño (1978)
- Donde hay patrón... (1978)
- Cartas de amor de una monja (1978)
- Cabo de Vara; dirección: Raúl Artigot, (1978)
- Siete días de enero (1978)
- Los días del pasado (1978)
- La Sabina (1979)
- Y al tercer año resucitó; dirección: Rafael Gil, (1980)
- El lobo negro; dirección: Rafael Romero Marchent, (1981)
- Buitres sobre la ciudad; dirección: Gianni Siragusa, (1981)
- Perdóname amor (1982)

## Televisión
- Historias para no dormir 
  - El trapero (27 de septiembre de 1982)
- Los gozos y las sombras  (1982)
  - Episodio 1 (25 de marzo de 1982)
  - Episodio 3 (8 de abril de 1982)
  - Episodio 5 (22 de abril de 1982)
  - Episodio 8 (13 de mayo de 1982)
  - Episodio 9 (20 de mayo de 1982)
  - Episodio 10 (27 de mayo de 1982)
- La máscara negra 
  - El rapto de la Tirana (1982)
- Juanita la Larga
  - Episodio 1 (20 de abril de 1982)
  - Episodio 2 (27 de abril de 1982)
  - Episodio 3 (4 de mayo de 1983)
- Ramón y Cajal
  - Cajal en Cuba (1982)  Coronel
- Verano azul
  - No matéis mi planeta, por favor (18 de octubre de 1981)
  - La sonrisa del arco iris (8 de noviembre de 1981)
  - La bofetada (29 de noviembre de 1981)
  - La navaja (3 de enero de 1982)
  - La última función (10 de enero de 1982)
  - No nos moverán (24 de enero de 1982)
  - Algo se muere en el alma (7 de febrero de 1982)
- El español y los siete pecados capitales
  - Episodio 2 (La soberbia, segunda parte), (31 de octubre de 1980)
- Les chevaux du soleil
  - Les cerises d'Icherridène - Juin 1870 (30 de octubre de 1980)
  - La Guelaa - Avril 1871 (5 de noviembre de 1980)
- Fortunata y Jacinta 
  - Episodio 1 (1980)
- Los mitos 
  - Numancia  (1979)
- Cañas y barro
  - Episodio 1 (26 de marzo de 1978)
  - Episodio 2 (2 de abril de 1978)
  - Episodio 3 (9 de abril de 1978)
  - Episodio 4 (16 de abril de 1978)
  - Episodio 5 (23 de abril de 1978)
  - Episodio 6 (30 de abril de 1978)
- Curro Jiménez 
  - El barquero de Cantillana (22 de diciembre de 1976)
- Erdbeben in Chili (Película de tv); dirección: Helma Sanders-Brahms, (1975)
- El quinto jinete
  - Los dados ( diciembre de 1975)
- El teatro
  - Verano y humo ( 2 de diciembre de 1974)
- El pícaro 
  - En el que se relata la llegada de los dos pícaros al patio de Monipodio y la acogida que tuvieron (13 de noviembre de 1974)
- Los pintores del Prado
  - Murillo: La Virgen Niña (12 de junio de 1974)
- Noche de teatro 
  - La visita de la vieja dama (10 de mayo de 1974)
- Los libros 
  - Cuentos de la Alhambra (25 de marzo de 1974)
  - Martín Fierro (16 de abril de 1974)
  - El poema del Mio Cid (11 de junio de 1974)
- Los camioneros 
  - Somos jóvenes y podemos esperar (7 de enero de 1974)
- Animales racionales 
  - Pequeños granujas (05 de septiembre de 1973)
- Los paladines
  - Tres camaradas (21 de octubre de 1972)
- Stop
  - Un hombre con amor propio (24 de julio de 1972)
  - El aniversario (21 de agosto de 1972)
  - El puente (06 de noviembre de 1972)
- Hora once
  - El recluta (11 de marzo de 1972)
- Cuentos y leyendas
  - La justicia del buen alcalde García (06 de Mmrzo de 1972)
- Crónicas de un pueblo 
  - Viejos rencores (2 de enero de 1972)
  - El legado de Don Verano (16 de enero de 1972)
  - El camino del pozo (9 de noviembre de 1973)
- A través de la niebla
  - Un viento de esperanza (20 de Diciembre de 1971)
- Pequeño estudio
  - Nuestro mundo (1969)
- La familia Colón
  - El repatriado (27 de Enero de 1967)
  - La bomba (14 de Julio de 1967)
- La Nochebuena (Cortometraje); dirección: Juan Guerrero Zamora, (1966)
- Hermenegildo Pérez, para servirle 
  - Una encuesta (1966)
- Los encuentros
  - El caballero, el avaro y el diablo (1966)
- Estudio 1
  - El jardín de las horas perdidas (3 de noviembre de 1965) (1)
  - Carlota (15 de diciembre de 1965)
  - La anunciación de María (22 de diciembre de 1965)
  - Las mocedades del Cid (18 de septiembre de 1966)
  - Los verdes campos del Edén (4 de enero de 1967)
  - El proceso del arzobispo Carranza (1 de abril de 1969)
  - El gesticulador (20 de mayo de 1969)
  - Retablo de Santa Teresa (16 de octubre de 1970)
  - Carlota II (8 de octubre de 1971)
  - Las hijas del Cid (11 de agosto de 1972)
  - Murió hace quince años (2 de febrero de 1973)
  - Las viejas difíciles ( 6 de noviembre de 1981)
- Los habladores (Cortometraje, 1965)
- Don Quijote de la Mancha (Miniserie, 1965)
- Tras la puerta cerrada 
  - Veinte escalones (1965)
- Teatro de humor
  - ¿De acuerdo, Susana? (1965)
- Sábado 64
  - "Dentro de mí": Cole Porter (21 de Noviembre de 1964)
  - Si Fausto fuera Faustina (1965)
- Mañana puede ser verdad 
  - El zorro y el bosque (29 de mayo de 1964)
- Novela 
  - Anastasia (9 de marzo de 1964)
  - La ciudad tranquila (15 de noviembre de 1965)
  - La tragedia vive al lado (11 de enero de 1966)
  - La tragedia vive al lado II (11 de enero de 1966)
  - La tragedia vive al lado V (14 de enero de 1966)
  - Martín Carretas (17 de enero de 1966)
  - Martín Carretas II (17 de enero de 1966)
  - Martín Carretas IV (19 de enero de 1966)
  - El testamento II (31 de enero de 1966)
  - El testamento III (1 de febrero de 1966)
  - El testamento IV (2 de febrero de 1966)
  - Francisco de Quevedo (8 de marzo de 1966)
  - El gallardo español (19 de abril de 1966)
  - El caballero de la mano en el pecho (7 de junio de 1966)
  - Príncipe y mendigo (24 de junio de 1966)
  - Tom Sawyer, detective (11 de julio de 1966)
  - Las personas extrañas (3 de abril de 1967)
  - Nosotros, los Rivero IV (5 de junio de 1969)
  - Silas Marner (7 de diciembre de 1970)
  - Caza menor II (13 de enero de 1976)
  - Caza menor IV (15 de enero de 1976)
  - Caza menor V (16 de enero de 1976)
  - Caza menor VII (20 de enero de 1976)
  - Caza menor XII (27 de enero de 1976)
  - Caza menor XIII (28 de enero de 1976)
  - Caza menor XVII (3 de febrero de 1976)
  - Caza menor XVIII (4 de febrero de 1976)
  - Caza menor XX (6 de febrero de 1976)
  - El camino I (17 de abril de 1978)
  - El camino II (18 de abril de 1978)
  - El camino III (19 de abril de 1978)
  - El camino IV (20 de abril de 1978)
  - El camino V (21 de abril de 1978)
  - El misterio de María Roget (29 de mayo de 1978)
- Tengo un libro en las manos 
  - Pena de muerte (3 de marzo de 1964)
  - Vidas paralelas (17 de marzo de 1964)

(1) A falta de documentar el espacio donde se emitió: en la página de rtveplay no aparece esta obra, y en IMDb esta entrada no está fechada cronológicamente.